# 리파테아티나
리파테아티나(이탈리아어: Ripa Teatina)는 이탈리아 아브루초주 키에티도에 있는 코무네이다. 포도밭과 올리브 과수원으로 유명하다.

## 출신 유명 인물
- 세계 복싱 챔피언 록키 마르차노의 아버지, 피에리노 마르케자노는 1912년에 리파테아티나에서 미국으로 이민을 갔다.

## 자매 도시
- 미국 브록턴
- 이탈리아 세콸스
- 이탈리아 산바르톨로메오인갈도